# Iván Morales
Iván Andrés Morales Bravo (ur. 29 lipca 1999 w Linares) – chilijski piłkarz występujący na pozycji napastnika, reprezentant Chile, od 2024 roku zawodnik argentyńskiego Sarmiento.